# Luigi Perenni
Luigi Perenni (ur. 6 czerwca 1913 w Kiens jako Alois Prenn, zm. 28 sierpnia 1943 w Breuil-Cervinii) – włoski biathlonista i żołnierz.

## Kariera
Uczestniczył w zawodach sportowych w latach 30. XX wieku. W 1936 wystąpił na igrzyskach olimpijskich w Garmisch-Partenkirchen, wspólnie z Enrico Silvestrim, Stefano Sertorellim i Sisto Scilligo zwyciężając w zawodach pokazowych w patrolu wojskowym. Był to jego jedyny sukces na międzynarodowych zawodach tej rangi. Benito Mussolini nagrodził każdego z członków drużyny kwotą 30 000 lirów.
Brał udział w drugiej wojnie włosko-abisyńskiej. W 1941 roku brał udział w zawodach patrolu wojskowego rozgrywanych podczas mistrzostw świata w narciarstwie klasycznym w Cortina d’Ampezzo, gdzie zajął trzecie miejsce.
Zginął w 1943 roku podczas ćwiczeń wojskowych w Alpach Pennińskich.